# Велика Ржава
Велика Ржава (рос. Большая Ржава) — присілок Велізького району Смоленської області Росії. Входить до складу Печенковського сільського поселення.
Населення — 35 осіб (2007 рік).